# Ódin z Lejre
Ódin z Lejre je malá litá stříbrná figurka datovaná přibližně do roku 900. Soška zobrazuje osobu na trůnu lemovaném dvěma ptáky a dvěma zvířecími hlavami.

## Nález
Figurku objevil místní amatérských archeolog Tommy Olesen dne 2. září 2009 během vykopávek Roskildkého muzea v malé vesnici Gammel Lejre ležící nedaleko současného dánského města Lejre. Veřejnosti byla figurka v muzeu odhalena 13. listopadu 2009 a od té doby je součástí stálé expozice.

## Popis
Litá stříbrná figurka pochází přibližně z roku 900. Je vysoká 18 mm a váží 9 g. Zobrazuje jedince na trůnu, který je oblečen do šatů sahajících k zemi. Kolem krku má náhrdelníky z korálků, nákrčník, plášť a pokrývku hlavy. Na područkách trůnu sedí dva ptáci a na zadní straně trůnu jdou dvě zvířecí hlavy. Figurka obsahuje i černé niello a některé části jsou pozlaceny.

## Identita jedince
Totožnost zobrazené postavy se stala předmětem určitých sporů. Nálezce postavu interpretoval jako Ódina sedícího na svém trůnu Hliðskjálf, ze kterého vidí do všech světů. Ptáci by pak představovali dva krkavce, Hugina a Munina, již jsou zasvěceni Ódinovi. Zvířecí hlavy by mohly symbolizovat Ódinovy dva vlky, Geriho a Frekiho. Někteří vědci specializující se na oblečení Vikingů a pohlaví upozornili, že postava je oblečena v jednoznačně ženském šatu, což je přivedlo k teorii, že by postava ve skutečnosti mohla být bohyní Frigg. Bylo také poukázáno na stříbrnou figurku ze švédské Asky, která je tradičně označována za bohyni Freyu.